# Caldas de Reis
42°36′10″B 8°38′18″T / 42,60278°B 8,63833°T
Caldas de Reis là một đô thị trong tỉnh Pontevedra, Galicia, Tây Ban Nha.